# Karl May
Karl Friedrich May (Hohenstein-Ernstthal (Regne de Saxònia), 25 de febrer de 1842 – Radebeul (Saxònia, Imperi Alemany), 30 de març de 1912) fou un popular escriptor alemany, conegut per les seves novel·les d'aventures, ambientades al Far West (les del gènere western), però també a l'Extrem Orient, a l'Orient Mitjà, a la Xina, a l'Amèrica del sud i fins i tot a Alemanya. També va escriure poesia i música (i la interpretava amb diversos instruments). Moltes obres seves foren adaptades al cinema, al teatre, a la ràdio o al còmic. Mercès a la seva gran imaginació i fantasia, May no va necessitar visitar els llocs exòtics sobre els quals escrivia. Quan, ja vell, va fer alguns viatges, l'impacte que li produí el contrast entre la realitat i la seva imaginació va provocar un canvi total en la seva producció.
L'asteroide 15728 Karlmay porta el seu nom.